# Luding Khenczen Rinpocze
Luding Khenczen Rinpocze (ur. 1931) – mistrz buddyzmu tybetańskiego, zwierzchnik tradycji ngor szkoły sakja - jednej z trzech głównych tradycji sakja buddyzmu tybetańskiego.
Luding Khenczen Rinpocze został wyświęcony na mnicha w wieku 10 lat. Przez następne 13 lat pobierał nauki Lamdre, otrzymywał inicjacje, ustne instrukcje i wskazówki do praktyki od swego nauczyciela Khenczena Sarczen. Jego nauczycielami byli również Sakja Trizin i Czogje Triczen Rinpocze.  Następnie przez 4 lata nieprzerwanie przebywał na odosobnieniu medytacyjnym praktykując głównie praktyki tantry Hewadżra. W wieku 24 lat został opatem klasztoru Ngor Ewam Choedhe. W 1959 roku, po inwazji chińskiej na Tybet, Rinpocze wyemigrował do Dardżylingu w Indiach. W 1961 roku założył ośrodek tradycji ngor w Gangtok w Sikkimie. W 1978 roku przywrócił do życia klasztor Ngor w Mandawala, w północnych Indiach.
Rinpocze udziela cyklicznie nauk Dharmy, przekazów mocy i ustnych przekazów praktyki. Dotychczas wyświęcił ok. 10 tysięcy mnichów. Prowadzi odosobnienia medytacyjne w Indiach, Nepalu i w ośrodkach szkoły sakja na całym świecie. Rinpocze naucza Lamdre - nauk "Ścieżki i Owocu", udziela inicjacji i instrukcji głównie koncentrując się na siedmiu mandalach szkoły ngor.